# Macrostemum radiatum
Macrostemum radiatum is een schietmot uit de familie Hydropsychidae. De soort komt voor in het Palearctisch gebied.